# Hyperusia apiformis
Hyperusia apiformis är en tvåvingeart som beskrevs av Greathead och Neal L. Evenhuis 2001. Hyperusia apiformis ingår i släktet Hyperusia och familjen svävflugor.
Artens utbredningsområde är Tanzania. Inga underarter finns listade i Catalogue of Life.